# Рава Мазовецка
Ра̀ва Мазовѐцка (на полски: Rawa Mazowiecka) е град в Централна Полша, Лодзко войводство. Административен център е на Равски окръг, както и на селската Равска община, без да е част от нея. Самият град е обособен в самостоятелна градска община с площ 14,28 км2.

## Известни личности
Родени в Рава Мазовецка
- Януш Войчеховски (р. 1954), политик